# بلا لاجتا
بلا لاجتا (انگلیسی: Béla Lajta; ۲۳ ژانویهٔ ۱۸۷۳ – ۱۲ اکتبر ۱۹۲۰) معمار اهل مجارستان بود.